# PHPUnit
PHPUnit es un entorno para realizar pruebas unitarias en el lenguaje de programación PHP. PHPUnit es un framework de la familia xUnit originada con SUnit de Kent Beck. PHPUnit se puede encontrar en GitHub y ha sido creado por Sebastian Bergmann.

## Propósito
PHPUnit se creó con idea de que cuanto antes se detecten los errores en el código antes podrán ser corregidos.
Este conocido framework para PHP nos permite crear y ejecutar juegos de tests unitarios de manera sencilla
Como todos los frameworks de pruebas unitarias, PHPUnit utiliza assertions para verificar que el comportamiento de una unidad de código es el esperado.

## Ejemplo de test
Un ejemplo típico sería una prueba unitaria que probara el método de persistencia de una entidad.
```
    
/*

     * Test Save

     */

    
public
 
function
 
testSave
(){

        
$n
 
=
 
$this
->
getNotasObject
();

        
$this
->
em
->
persist
(
$n
);

        
$this
->
em
->
flush
();

        
$query
 
=
 
$this
->
em
->
createQuery
(

            
'SELECT x FROM NotasBundle:Notas x WHERE x.id = (

                    SELECT MAX(p.id) FROM NotasBundle:Notas p

                )'

        
);

        
$n2
 
=
 
$query
->
getSingleResult
();

        
$this
->
assertNotNull
(
$n2
);

        
$this
->
assertEquals
(
$n
,
 
$n2
,
 
"Son iguales"
);

        
$this
->
assertEquals
(
$n
->
getId
(),
 
$n2
->
getId
(),
 
"Son iguales"
);

    
}

```

En él se aprecian dos funciones de PHPUnit.
- AssertNotNull: comprueba que la referencia no sea null.
- AssertEquals: comprueba que las dos referencias pasadas como argumento sean iguales.

## Beneficios
El objetivo de las pruebas unitarias es aislar cada parte del programa y demostrar que las partes de forma individual son correctas. Una prueba unitaria proporciona un contrato escrito que la pieza de código debe satisfacer. Como resultado, las pruebas unitarias encuentran problemas en las fases iniciales del desarrollo de software.